# Тырышкино (Кировская область)
Тырышкино — село в Кикнурском районе Кировской области.

## География
Находится на расстоянии примерно 19 км по прямой на северо-запад от райцентра поселка  Кикнур.

## История
Село известно с 1873 года как починок Тырышкин, в котором отмечено дворов 8 и жителей 55, в 1905 25 и 153, в 1926 (уже село Тырышкино) 49 и 211, в 1950 47 и 178, в 1989 проживало 355 человек. Покровская церковь в селе известна с 1915 года. До января 2020 года входила в Кикнурское сельское поселение до его упразднения.

## Население
Постоянное население  составляло 314 человек (русские 93%) в 2002 году, 216 в 2010.